# Bäk
Bäk er en kommune i det nordlige Tyskland, beliggende i Amt Lauenburgische Seen under Kreis Herzogtum Lauenburg. Kreis Herzogtum Lauenburg ligger i delstaten Slesvig-Holsten.

## Geografi
Bäk ligger på østbredden af Ratzeburger Sees im Naturpark Lauenburgische Seen. Den tre kilometer lange bæk Bäk, som kommunen liger ved, har mellem Mechower See og Ratzeburger See en højdeforskel på omkring 27 meter. I kommunen ligger det omkring 100 ha store skovområde Mechower Holz